# Georg Stjärnbrink

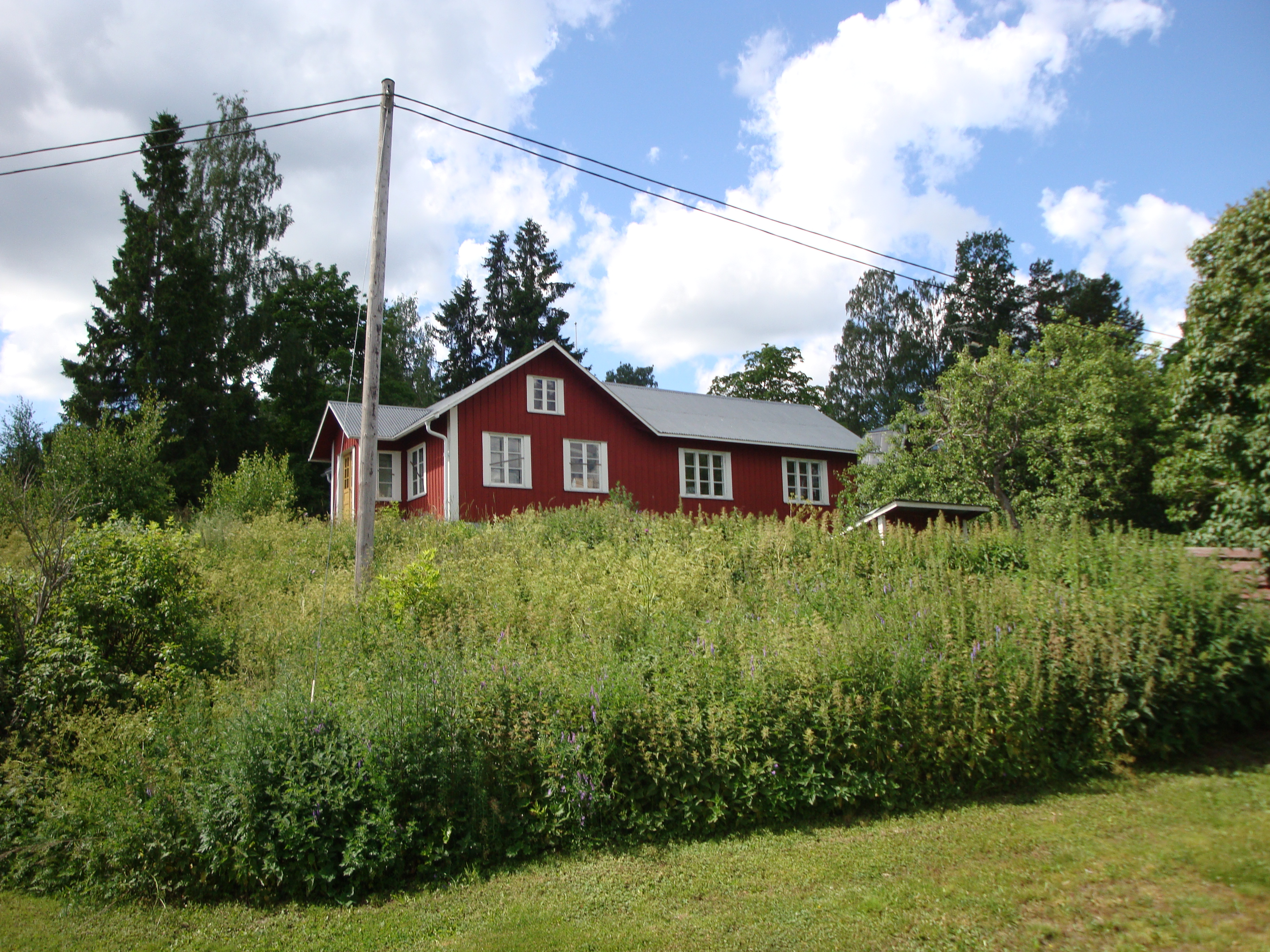
Den tidigare fabriksbyggnaden i Kungsgården.

Hans Georg Stjärnbrink, ursprungligen Persson, född 15 juli 1897 i Norrala församling, Gävleborgs län, död 13 mars 1953 i Söderhamn, var en svensk ingenjör.
Stjärnbrink, som var son till kommunalordförande Anders Persson och Dora Forssell,  studerade vid Örebro tekniska gymnasium 1917 och vid Katrineholms enskilda läroverk 1919–1920. Han var anställd vid Kungsgårdens Tekniska Fabrik AB i Kungsgården från 1921 och verkställande direktör där från 1940.
Fabriken framställde diverse kemisk-tekniska produkter, bland annat lutpulver, remvax och sårsalva. Den verkliga framgången blev dock Kungsgårdens jästmjöl, en form av bakpulver, som såldes i hela Sverige. Fabriken stängdes sedermera och Stjärnbrink öppnade i stället två butiker i Söderhamn och en i Hudiksvall med namnet Kungsgården, i vilka bland annat hans jästmjöl såldes.